# Nerkin Getashen
Nerkin Getashen là một đô thị thuộc tỉnh Gegharkunik, Armenia. Dân số ước tính năm 2011 là 8167 người.